# Полярна медаль
Полярна медаль (англ. Polar Medal) — нагорода Великої Британії, яка вручається за вагомі досягнення в області полярних досліджень та багаторічну працю в суворих умовах Арктики та Антарктики.

## Історія та правила нагородження
Вперше Полярна медаль (до 1904 року Арктична медаль (англ. Arctic Medal)) була випущена Британським Адміралтейством у 1857 році для нагородження учасників декількох полярних експедицій, які брали участь у пошуках зниклої експедиції Джона Франкліна, що вирушила 1845 року на пошуки Північно-Західного проходу. Вдруге медаллю були нагороджені учасники Британської арктичної експедиції (1875—1876). У 1904 році медаль була перейменована на Полярну медаль й нею було нагороджено учасників антарктичних експедицій Роберта Скотта (1901–1904, 1910–1913), Ернеста Шеклтона (1907–1909, 1914–1917) і Дугласа Моусона (1911–1914). До 1968 року Полярна медаль вручалася більшості учасників полярних експедицій, анонсованих урядами будь-якого з Королівств Співдружності. Після 1968 року правила нагородження Полярною медаллю змінилися. Відтоді вона вручається за видатний особистий внесок або особливі досягнення в області полярних досліджень. Крім цього, зараз правилами передбачено вручення медалі за 10-річний стаж роботи в полярних регіонах. 
Всього було випущено 880 срібних і 245 бронзових медалей для нагородження учасників Антарктичних експедицій і 73 срібних медалі для нагородження учасників Арктичних експедицій. Кавалерам декількох Полярних медалей вручалися іменні медалі з планками, гравійованими датами експедицій. Чотирикратними кавалерами медалі є лише двоє осіб: Френк Вайлд і Ернест Джойс.
У 1987 році Уряд Австралії замінив Полярну медаль власною нагородою — Антарктичною медаллю Австралії (англ. Australian Antarctic Medal). Уряд Нової Зеландії в 2006 році також замінив Полярну медаль на власну — Антарктичну медаль Нової Зеландії (англ. New Zealand Antarctic Medal).

## Дизайн
На задній стороні медалі зображена санна партія на тлі оточеного льодами трьохщоглового судна «Діскавері». На лицьовій — профіль діючого монарха. Медалі виготовлялися в бронзи та срібла, а з 1939 року — тільки зі срібла. Бронзовою медаллю нагороджувалися екіпажі антарктичних рятувальних суден.